# Rotstirn-Ameisenpicker
Der Rotstirn-Ameisenpicker (Parmoptila rubrifrons) ist eine afrikanische Vogelart aus der Familie der Prachtfinken. Die IUCN schätzt die Art wegen ihres fragmentierten Verbreitungsgebietes als potentiell gefährdet (near threatened) ein.

## Beschreibung
Rotstirn-Ameisenpicker erreichen eine Körpergröße von 11 bis 12,5 Zentimeter. Sie wiegen zwischen 8 und 10,5 Gramm. Das Männchen ist an Stirn und Vorderscheitel leuchtend rot. Der Oberkopf sowie der Nacken sind olivbraun. Die einzelnen Federn weisen hier weißliche Spitzen auf. Die Zügel und Kopfseiten sind olivbraun mit einer weißlichen Fleckung und Strichelung, da die Federn weiße Spitzenflecken und weiße Schaftstriche haben. Das Kinn ist weißlich, die übrige Körperunterseite dagegen dunkel kastanienbraun. Die Flügel sind dunkel graubraun, wobei die Schwingen hell gesäumt sind. Der Schnabel ist schwarz. Die Iris ist kastanienbraun bis rot.
Dem Weibchen fehlt die rote Stirnpartie des Männchens. Der vordere Oberkopf ist wie der restliche Hinterkopf olivbraun mit ockerfarbenen Spitzen. Die Körperunterseite ist rahmweiß und wirkt durch die dunkelbraunen Federspitzen gefleckt. Jungvögel sind auf der Körperoberseite mehr einfarbig als die adulten Vögel gefärbt. Auf der Körperoberseite sind sie blass rötlichbraun mit dunklen Flecken.

## Verbreitungsgebiet und Lebensweise

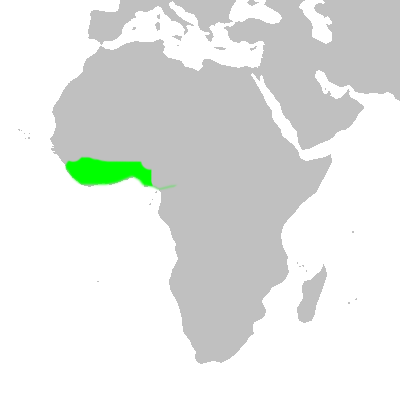
Verbreitungsgebiet des Rotstirn-Ameisenpickers (grün)

Der Rotstirn-Ameisenpicker kommt in Westafrika in Mali, im Gebiet des Gola-Forest-Nationalparks in Sierra Leone sowie etwas häufiger in Liberia, Guinea und Ghana vor. Er ist eine an Wälder gebundene Art und kommt überwiegend in der Nähe von Wasser vor. Er sucht bevorzugt in der Baumschicht in Höhen zwischen fünf und zehn Metern nach Insekten. Die Nahrung besteht überwiegend aus Ameisen.
Die Fortpflanzungsbiologie dieser Art ist bislang nur wenig erforscht. Die bislang gefundenen drei Nester waren Anhäufungen aus Gras und Laub und bis zu 40 Zentimeter breit. Die Nester befanden sich zwischen 2,5 und 3,5 Meter über dem Boden in kleinen Bäumen des Unterholzes. Ein Nest wurde ausschließlich vom Weibchen über einen Zeitraum von acht Tagen errichtet.

## Belege

### Einzelbelege
1. ↑  BirdLife Factsheet, aufgerufen am 11. Juni 2010
2. ↑  Nicolai et al., S. 31
3. ↑   Fry et al., S. 263
4. ↑   Fry et al., S. 263